# Narathura milleriana
Narathura milleriana är en fjärilsart som beskrevs av Corbet 1941. Narathura milleriana ingår i släktet Narathura och familjen juvelvingar. Inga underarter finns listade i Catalogue of Life.